# Фістерра
Фістерра або Фіністерре (гал. Fisterra, ісп. Finisterre) — муніципалітет в Іспанії, у складі автономної спільноти Галісія, у провінції Ла-Корунья. Населення — 5005 осіб (2009).
Муніципалітет розташований на відстані близько 538 км на північний захід від Мадрида, 87 км на південний захід від Ла-Коруньї.
Муніципалітет складається з таких паррокій: Дуйо, Фіністерре, Сан-Мартіньйо-де-Дуйо, Сардіньєйро.

## Демографія
Динаміка населення (INE ):

## Галерея зображень

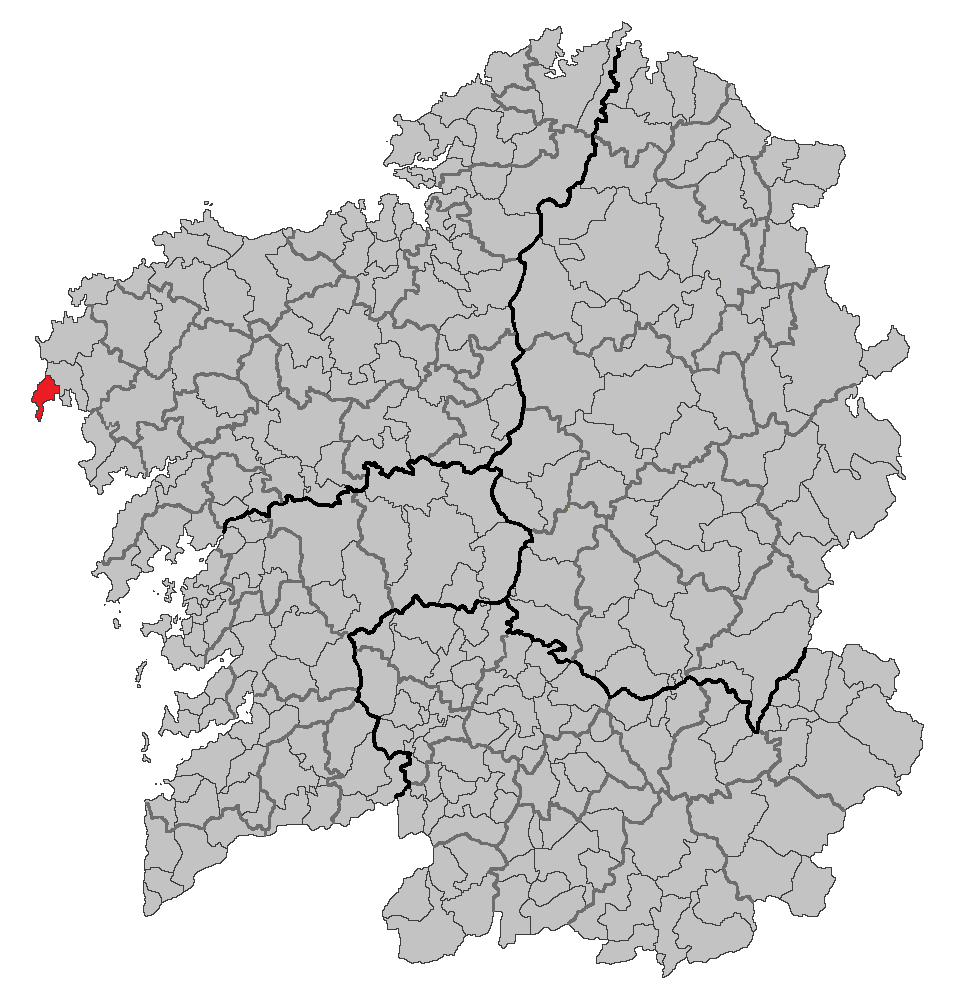
Розташування муніципалітету
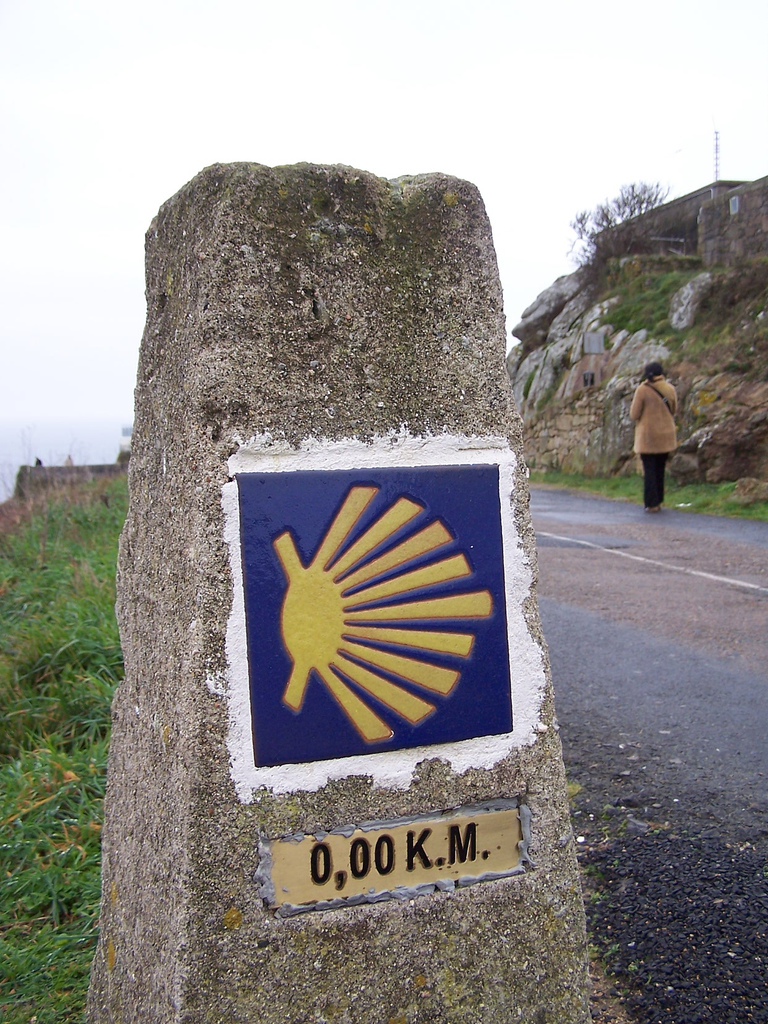
Шлях Святого Якова, Фістерра
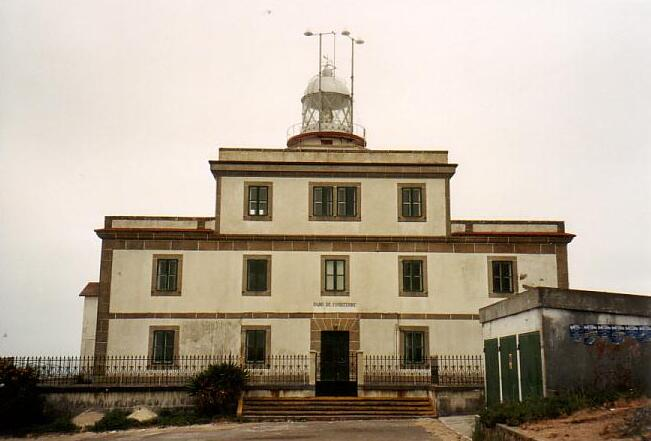
Маяк у місті Фістерра
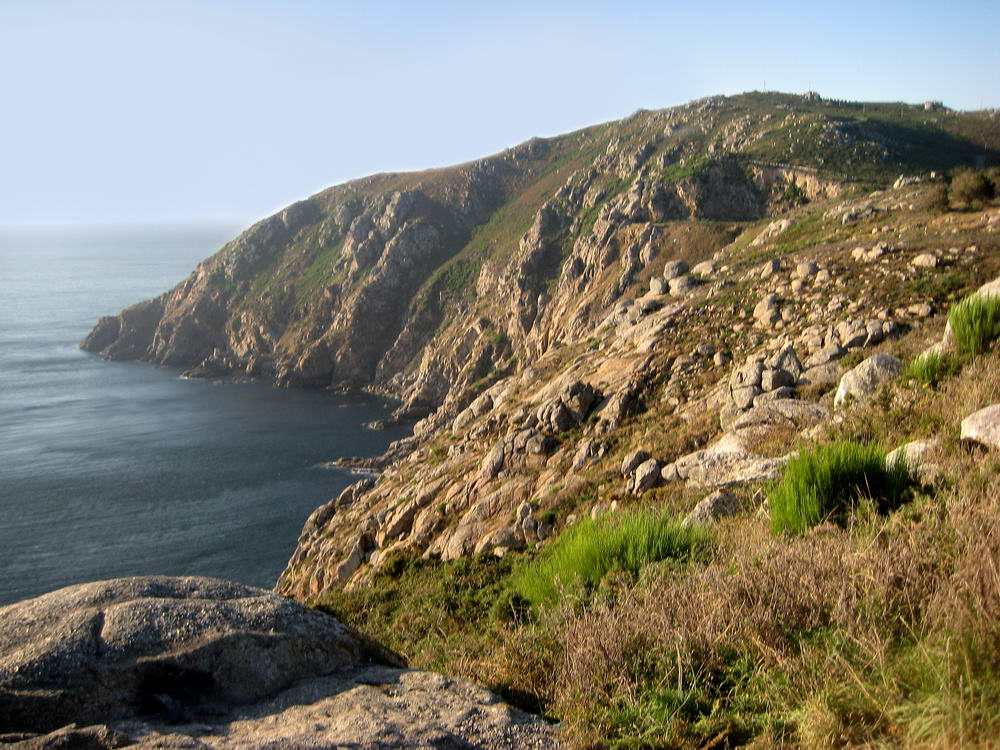
Панорама з мису